# Rectomassilina
Rectomassilina es un género de foraminífero bentónico de la subfamilia Tubinellinae, de la familia Hauerinidae, de la superfamilia Milioloidea, del suborden Miliolina y del orden Miliolida. Su especie tipo es Rectomassilina triangularis. Su rango cronoestratigráfico abarca el Holoceno.

## Clasificación
Rectomassilina incluye a la siguiente especie:
- Rectomassilina tricarinata

Otra especie considerada en Rectomassilina es:
- Rectomassilina triangularis, considerado sinónimo posterior de Rectomassilina tricarinata